# Uganda International 2020
Die Uganda International 2020 im Badminton fanden vom 20. bis zum 23. Februar 2020 in Kampala statt.

## Sieger und Platzierte
| Disziplin    | Gold                             | Silber                                 | Bronze                                               |
| ------------ | -------------------------------- | -------------------------------------- | ---------------------------------------------------- |
| Herreneinzel | Gergely Krausz                   | Niluka Karunaratne                     | Ade Resky Dwicahyo                                   |
| Herreneinzel | Gergely Krausz                   | Niluka Karunaratne                     | Sam Parsons                                          |
| Dameneinzel  | Thet Htar Thuzar                 | Aakarshi Kashyap                       | Kate Foo Kune                                        |
| Dameneinzel  | Thet Htar Thuzar                 | Aakarshi Kashyap                       | Anupama Upadhyaya                                    |
| Herrendoppel | Tarun Kona Shivam Sharma         | Godwin Olofua Anuoluwapo Juwon Opeyori | Sattawat Pongnairat Ferdinand Sinarta Surbakti       |
| Herrendoppel | Tarun Kona Shivam Sharma         | Godwin Olofua Anuoluwapo Juwon Opeyori | Edwin Njeri John Wanyoike                            |
| Damendoppel  | Jakkampudi Meghana Poorvisha Ram | Daniela Macías Dánica Nishimura        | Doha Hany Hadia Hosny                                |
| Damendoppel  | Jakkampudi Meghana Poorvisha Ram | Daniela Macías Dánica Nishimura        | Palwasha Bashir Mahoor Shahzad                       |
| Mixed        | Tarun Kona Jakkampudi Meghana    | Shivam Sharma Poorvisha Ram            | Adham Hatem Elgamal Doha Hany                        |
| Mixed        | Tarun Kona Jakkampudi Meghana    | Shivam Sharma Poorvisha Ram            | Hussein Zayan Shaheed Fathimath Nabaaha Abdul Razzaq |